# Shaogomphus lieftincki
Shaogomphus lieftincki är en trollsländeart som beskrevs av Chao 1984. Shaogomphus lieftincki ingår i släktet Shaogomphus och familjen flodtrollsländor. Inga underarter finns listade i Catalogue of Life.